# Diego Veronelli
Diego Veronelli (ur. 5 grudnia 1979 w Buenos Aires) – argentyński tenisista.

## Kariera tenisowa
Karierę zawodową Veronelli rozpoczął w 1996 roku.
W grze podwójnej awansował do 1 finału rozgrywek rangi ATP World Tour, w parze z Federico Browne, w 2004 roku w Buenos Aires.
W rankingu gry pojedynczej Veronelli najwyżej był na 164. miejscu (12 stycznia 2004), a w klasyfikacji gry podwójnej na 171. pozycji (21 czerwca 2004).

### Finały w turniejach ATP World Tour
| Nazwa                         |
| ----------------------------- |
| Wielki Szlem                  |
| Igrzyska olimpijskie          |
| Tennis Masters Cup            |
| ATP Masters Series            |
| ATP International Series Gold |
| ATP International Series      |

#### Gra podwójna (0–1)
| Końcowy wynik | Nr | Data           | Turniej      | Nawierzchnia   | Partner         | Przeciwnicy                   | Wynik finału     |
| ------------- | -- | -------------- | ------------ | -------------- | --------------- | ----------------------------- | ---------------- |
| Finalista     | 1. | 22 lutego 2004 | Buenos Aires | Ceglana (hala) | Federico Browne | Lucas Arnold Ker Mariano Hood | 5:7, 7:6(2), 4:6 |